# Hilde Wagener
Hilde Wagener, właściwie Brunhilde Karoline Katherine Wagener (ur. 26 września 1904 w Hanowerze, zm. 26 grudnia 1992 w Baden) – urodzona w Niemczech, osiadła na stałe w Austrii aktorka teatralna i filmowa.

## Życiorys

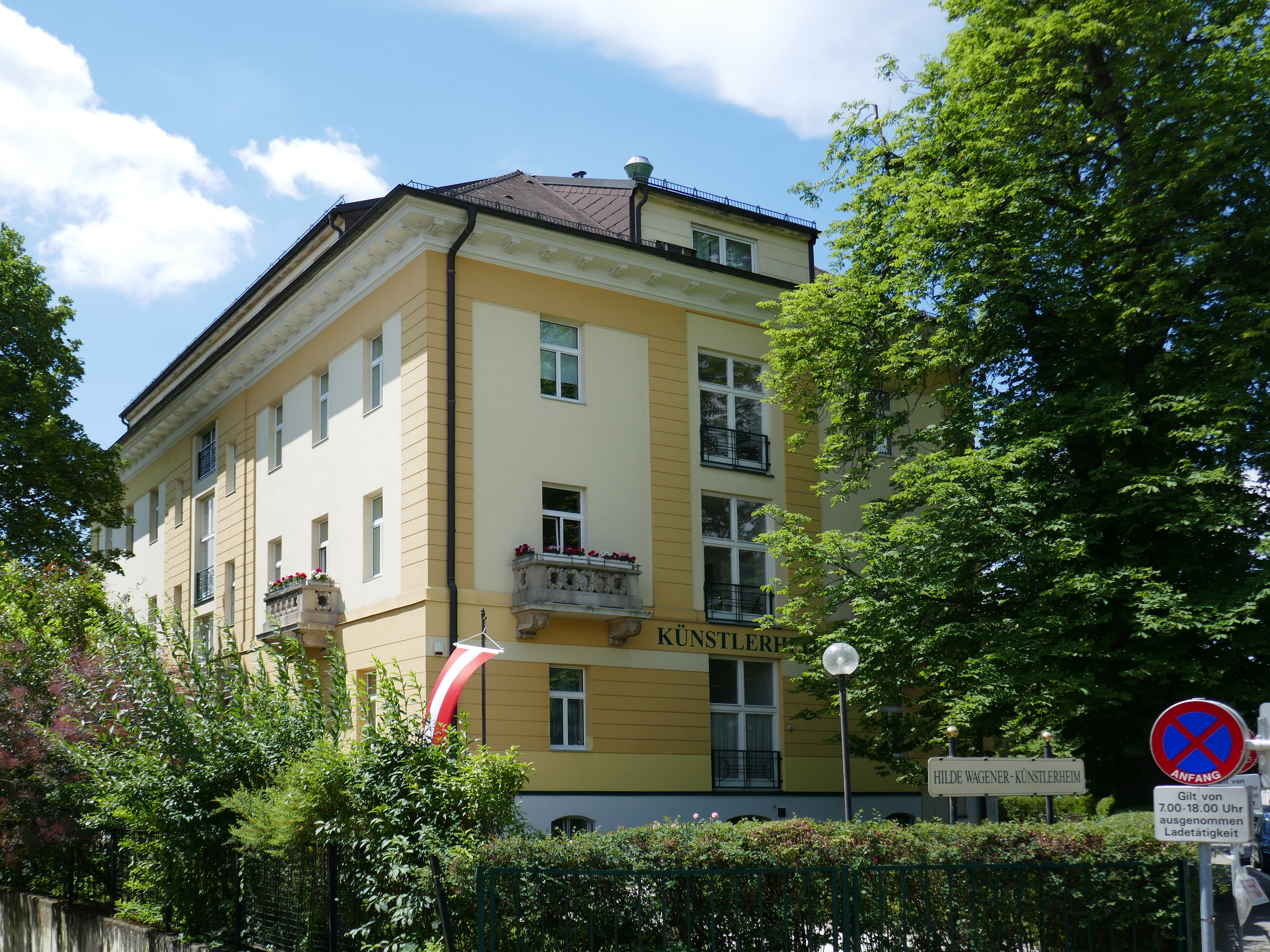
Hilde Wagener Künstlerheim, Baden

Hilde Wagener była głównie aktorką sceniczną, przez wiele lat związana była z wiedeńskim Burgtheater. Okazjonalnie występowała w filmach, zazwyczaj w rolach drugoplanowych.  W 1955 roku założyła organizację „Künstler helfen Künstlern” pomagającą artystom w podeszłym wieku. Wyszła za mąż za aktora Otto Tresslera (1871–1965), z którym miała syna Georga (1917–2007), znanego reżysera.

## Wybrane role
- 1923: Die Gasse der Liebe und der Sünde
- 1933: Piekąca tajemnica
- 1937: Premiera
- 1941: Hauptsache glücklich!
- 1954: Mädchenjahre einer Königin
- 1955: Trzej panowie na śniegu
- 1955: Sissi
- 1956: Sissi – młoda cesarzowa
- 1957: Sissi – losy cesarzowej
- 1963: Die schwarze Kobra
- 1969: Das Interview (TV)
- 1971: Wenn der Vater mit dem Sohne (TV)
- 1973: Hallo - Hotel Sacher... Portier! (TV)
- 1979: G'schichten aus Österreich (TV)